# つばさ (1994年のテレビドラマ)
つばさは、NHK総合テレビジョンの『ドラマ新銀河』で1994年2月7日から3月3日まで放送されたテレビドラマ。脚本は宮村優子、全16回。NHK名古屋放送局が制作を担当した。
2009年連続テレビ小説放送枠のつばさとは内容が全く異なる（同名異内容）作品。

## 概要
空港を支える裏方にスポットを当て、飛行機に託したそれぞれの夢を描いた作品。幼い時から飛行機が好きだった兄弟は名古屋空港に勤めるようになり、兄の神谷翼は飛行機の誘導係、弟の神谷隼人はエリート整備士として働いている。しかし、翼は父が手放した飛行機部品工場を再建しようとしていたのに対し、隼人は一流のエンジニアを目指すようになり、2人はことごとく対立するようになる。兄弟を慕う女性を交え、飛行機製作にすべてをかけた若者達の様子をとりあげた。
放送ライブラリーでは第1回が公開。

## キャスト
神谷翼
演 - 哀川翔
兄、東海エアサービス（TAS）の整備士。
神谷隼人
演 - 志村東吾
弟、1等航空整備士。
水野さつき
演 - 中村あずさ
日高千恵
演 - 大塚寧々
羽仁一機
演 - 児玉清
日高大輔
演 - 丹波義隆
高杉ハル子
演 - 丘さとみ
神谷ひより
演 - 伊藤友乃
天道誉
演 - 織本順吉
自称「ゼロ戦のエンジニア」
その他
演 - 平泉成、石丸謙二郎、三木のり平、四方堂亘

## 主題歌
- 作詞・作曲 - 近藤房之助「夢の尻尾」

## スタッフ
- 脚本 - 宮村優子[1][3]
- 演出 - 一井久司[1][3]、磯智明（大磯智明）[1]
- 制作 - 加藤邦英[1][3]
- 音楽 - 近藤房之助[3]
- 撮影 - 相沢貞介[3]
- 照明 - 安藤公久[3]
- 効果 - 滝川雅己[3]
- 美術 - 鈴木利明[1][3]、犬飼伸治[1]
- 編集 - 江川雅美[3]
- 技術 - 小岩靖司[1][3]、久野博[1]
- 音声 - 浅井英人[3]